# Stana
Stana (bulharsky Стана) je plošinovitá pahorkatina v severovýchodním Bulharsku, v Dolnodunajské nížině, v Šumenské a Varenské oblasti. Pohoří neslo do 29. června 1942 název Stanabair  (bulharsky Станабаир).

## Vymezení
Plošina Stana se zdvihá v Dolnodunajské nížině a strmě klesá k jihu a západu do údolí Provadijské řeky a jejího levého přítoku Krivé řeky, které ji oddělují od Provadijské plošiny (na jihu), Pliskovské kotliny (na západě) a Vojvodské plošiny (na severozápadě). Na jihovýchodě pozvolna klesá do údolí řeky Zlatiny (levý přítok řeky Provadijské) a na východě se napojuje na Dobrudžskou plošinu. Na severu plošina postupně přechází v Ludogorskou plošinu.
Délka náhorní plošiny od severu k jihu je 25–28 km a její šířka je 10–12 km. Maximální výška 440,9 m se nachází v její východní části, 3,3 km severovýchodně od obce Stan v obštině Novi Pazar a ve stejné vzdálenosti západně od obce Jagnilo v obštině Vetrino.

## Geologie
Plošina je tvořena spodněkřídovými slíny a vápenci, které jsou místy prořezány hlubokými údolími. Podél jejího hřebene probíhá hlavní rozvodí mezi řekami tekoucími do Dunaje a těmi, které tečou do Černého moře. Pramení v ní řeky Zlatina (levý přítok Provadijské řeky), Karamandere (levý přítok Suché řeky z povodí Dunaje) a Chărsovska reka (pravý přítok řeky Kanagjol z povodí Dunaje). Kromě toho se jihozápadním směrem k Provadijské řece a západním směrem k jejímu přítoku Kriva reka svažují krátké a hluboké rokle, po kterých za silných dešťů protékají bouřlivé potoky.

## Klima
Podnebí je mírné kontinentální s relativně chladnými zimami a teplými léty. Přirozená lesní vegetace je zachována na ojedinělých místech, přičemž většina hřebene a mírných severních a východních svahů je odlesněna a zabírá ji orná půda na černozemi, šedých lesních půdách a rendzině.

## Hospodářství
Jižní, nízko položenou část náhorní plošiny protíná dálnice Chemus a 8,8 km dlouhý úsek silnice I-2 Ruse – Razgrad – Šumen – Varna.
Její střední, nejvyšší částí, od jihozápadu k severovýchodu, mezi obcemi Pamukčii a Preselka, prochází úsek silnice II-27 Novi Pazar – Dobrič v délce 9,8 km.

## Osídlení
Na náhorní plošině a jejích svazích se nachází 14 vesnic – 10 v Šumenské a 4 ve Varenské oblasti:
- Šumenská oblast – Bedžene, Cărkvica, Mirovci, Pamukčii, Preselka, Sečište, Stan, Stojan Michajlovski, Zajčino Oreše, Žilino
- Varenská oblast – Belogradec, Jagnilo, Mlada Gvardija, Nevša